# Ford Puma Rally1
El Ford Puma Rally1 es un vehículo de competición basado en el crossover del Ford Puma con homologación Rally1 y construido por M-Sport para su uso en competiciones de rally. Este vehículo hará su debut en el Rally de Montecarlo de 2022.

## Desarrollo
Al ser el primer constructor en comprometerse con el reglamento de los Rally1 híbridos, M-Sport partió con ventaja en cuanto al desarrollo de su Rally1. M-Sport esperaba probar su mula de pruebas a finales de febrero pero debido a ciertos retrasos su primer test fue realizado a mediados de marzo.
El 27 de abril, M-Sport mostró oficialmente las primeras imágenes de su Rally1: su mula de pruebas con la cual desarrollarón su vehículo se trataba del Ford Fiesta, modelo de chasis usado desde 2011.
A finales de mayo, M-Sport realizó una prueba de resistencia sobre tierra en España. Esta prueba estuvo centrada en probar la respuesta y resistencia de los componentes de su nuevo Ford Rally1 en diferentes niveles de estrés y tensión.
El 8 de julio, durante el Goodwood Festival of Speed, M-Sport y Ford presentaron el Ford Puma WRC Rally1 para 2022, en lugar del Ford Fiesta que los acompañó durante 10 años y el cual usaron como mula de pruebas, para esta nueva era se decidió utilizar el chasis del nuevo Ford Puma lanzado en 2019. Los encargados de pilotarlo en Goodwood fueron el francés Adrien Fourmaux y el británico Matthew Wilson.

## Características técnicas
El Ford Puma Rally1 incorpora en la medida de lo posible muchos elementos del Ford Fiesta WRC. Desde un punto de vista externo, el Puma se ha agrandado y alargado; siguiendo la regulación Rally1, esta equipado con un alerón trasero más grande, sin embargo, limitando el divisor delantero y el extractor trasero debido a la complejidad aerodinámica. El coche está propulsado por un motor turboalimentado de cuatro cilindros y 1,6 litros que genera una potencia de 280 kW (381 CV). Este último está asistido por un motor eléctrico de 100 kW que puede girar a una velocidad máxima de 12.000 rpm. Juntos, los dos motores alcanzan una potencia combinada de 378 kW (514 CV). La batería de 3,9 kWh del sistema híbrido se recarga cuando el vehículo frena o frena, lo que permite una autonomía en modo eléctrico puro de unos 20 kilómetros. El motor de gasolina funciona con combustibles fósiles (P1 Racing Fuels). El sistema de recuperación de energía es un producto de Compact Dynamics y es estándar para todos los automóviles. La transmisión del Puma Rally1 consta de un sistema de embrague automático (AKS) y una palanca de cambios ubicada detrás del volante.

## Resultados en el Campeonato Mundial de Rallys

### Rallys ganados
| Año  | No. | Rally                               | Superficie | Piloto         | Copiloto          | Equipo           |
| ---- | --- | ----------------------------------- | ---------- | -------------- | ----------------- | ---------------- |
| 2022 | 1   | 90ème Rallye Automobile Monte-Carlo | Mixto      | Sebastien Loeb | Isabelle Galmiche | M-Sport Ford WRT |
| 2023 | 2   | 70th Rally Sweden                   | Nieve      | Ott Tänak      | Martin Järveoja   | M-Sport Ford WRT |
| 2023 | 3   | 2º Rally Chile BIOBÍO               | Tierra     | Ott Tänak      | Martin Järveoja   | M-Sport Ford WRT |

### Reultados completos en el Campeonato Mundial de Rallys
| 16   | Adrien Fourmaux     | MON Ret | SWE Ret             | CRO Ret | POR 9   | ITA Ret | SAF 13  | EST 7   | FIN 18  | BEL Ret | GRE WD  | NZL WD  | ESP 8   | JPN WD  |        | 13      | 16º  | 257 | 3.º  |     |     |
| 19   | Sebastien Loeb      | MON 1   | SWE                 | CRO     | POR Ret | ITA     | SAF 8   | EST     | FIN     | BEL     | GRE Ret | NZL     | ESP     | JPN     |        | 35      | 11.º | 257 | 3.º  |     |     |
| 42   | Craig Breen         | MON 3   | SWE 36              | CRO 4   | POR 8   | ITA 2   | SAF 6   | EST 30  | FIN 32  | BEL 63  | GRE 5   | NZL 19  | ESP 9   | JPN 24  |        | 84      | 7.º  | 257 | 3.º  |     |     |
| 44   | Gus Greensmith      | MON 5   | SWE 5               | CRO 15  | POR 19  | ITA 7   | SAF 14  | EST Ret | FIN 7   | BEL 19  | GRE 29  | NZL Ret | ESP Ret | JPN 6   |        | 44      | 10.º | 257 | 3.º  |     |     |
| 7    | Pierre-Louis Loubet | MON     | SWE                 | CRO 47  | POR 7   | ITA 4   | SAF     | EST Ret | FIN Ret | BEL     | GRE 4   | NZL     | ESP 10  | JPN     |        | 31      | 13.º | –   | –    |     |     |
| 9    | Jourdan Serderidis  | MON     | SWE                 | CRO     | POR     | ITA     | SAF 7   | EST     | FIN     | BEL     | GRE Ret | NZL     | ESP 28  | JPN     |        | 6       | 24.º | –   | –    |     |     |
| 37   | Lorenzo Bertelli    | MON     | SWE WD              | CRO     | POR     | ITA     | SAF     | EST     | FIN     | BEL     | GRE     | NZL 7   | ESP     | JPN     |        | 6       | 25.º | –   | –    |     |     |
| 68   | Jari Huttunen       | MON     | SWE                 | CRO     | POR     | ITA     | SAF     | EST     | FIN 9   | BEL     | GRE     | NZL     | ESP     | JPN     |        | 5       | 26.º | –   | –    |     |     |
| 2023 | M-Sport Ford WRT    |         |                     |         |         |         |         |         |         |         |         |         |         |         |        |         |      |     |      |     |     |
| 2023 | M-Sport Ford WRT    | 7       | Pierre-Louis Loubet | MON Ret | SWE 6   | MEX 27  | CRO 7   | POR 32  | ITA Ret | SAF 7   | EST 6   | FIN 45  | GRE Ret | CHL Ret | EUR 10 | JPN     |      | 29  | 12.º | 287 | 3.º |
| 2023 | M-Sport Ford WRT    | 8       | Ott Tänak           | MON 5   | SWE 1   | MEX 9   | CRO 2   | POR 4   | ITA 35  | SAF 6   | EST 8   | FIN Ret | GRE 4   | CHL 1   | EUR 3  | JPN 6   |      | 174 | 4.º  | 287 | 3.º |
| 2023 | M-Sport Ford WRT    | 16      | Adrien Fourmaux     | MON     | SWE     | MEX     | CRO     | POR     | ITA     | SAF     | EST     | FIN     | GRE     | CHL     | EUR    | JPN Ret |      | 8   | 20.º | 287 | 3.º |
| 2023 | M-Sport Ford WRT    | 9       | Jourdan Serderidis  | MON 24  | SWE     | MEX 25  | CRO     | POR     | ITA     | SAF Ret | EST     | FIN     | GRE     | CHL     | EUR    | JPN     |      | 0   | NC   | –   | –   |
| 2023 | M-Sport Ford WRT    | 13      | Grégoire Munster    | MON     | SWE     | MEX     | CRO     | POR     | ITA     | SAF     | EST     | FIN     | GRE     | CHL 13  | EUR 7  | JPN     |      | 6   | 22.º | –   | –   |
| 2023 | M-Sport Ford WRT    | 28      | Alberto Heller      | MON     | SWE     | MEX     | CRO     | POR     | ITA     | SAF     | EST     | FIN     | GRE     | CHL 15  | EUR    | JPN     |      | 0   | NC   | –   | –   |
| 2024 | M-Sport Ford WRT    |         |                     |         |         |         |         |         |         |         |         |         |         |         |        |         |      |     |      |     |     |
| 2024 | M-Sport Ford WRT    | 13      | Grégoire Munster    | MON 20  | SWE 23  | SAF 15  | CRO 7   | POR Ret | ITA 5   | POL 7   | LAT 9   | FIN 46  | GRE Ret | CHL 7   | EUR 5  | JPN 5   |      | 46  | 8.º  | 295 | 3.º |
| 2024 | M-Sport Ford WRT    | 16      | Adrien Fourmaux     | MON 5   | SWE 3   | SAF 3   | CRO 17  | POR 4   | ITA 17  | POL 3   | LAT 4   | FIN 3   | GRE 21  | CHL 5   | EUR 32 | JPN 3   |      | 162 | 5.º  | 295 | 3.º |
| 2024 | M-Sport Ford WRT    | 19      | Jourdan Serderidis  | MON 25  | SWE     | SAF 9   | CRO     | POR     | ITA     | POL     | LAT     | FIN     | GRE 14  | CHL     | EUR 20 | JPN     |      | 2   | 29.º | –   | –   |
| 2024 | M-Sport Ford WRT    | 22      | Mārtiņš Sesks       | MON     | SWE     | SAF     | CRO     | POR     | ITA     | POL 5   | LAT 7   | FIN     | GRE     | CHL 24  | EUR    | JPN     |      | 22  | 15.º | –   | –   |
| 2025 | M-Sport Ford WRT    |         |                     |         |         |         |         |         |         |         |         |         |         |         |        |         |      |     |      |     |     |
| 2025 | M-Sport Ford WRT    | 13      | Grégoire Munster    | MON Ret | SWE 8   | SAF 5   | ESP 11  | POR 9   | ITA 32  | GRE Ret | EST 10  | FIN     | PAR     | CHL     | EUR    | JPN     | SAU  | 19  | 10.º | 111 | 3.º |
| 2025 | M-Sport Ford WRT    | 55      | Josh McErlean       | MON 7   | SWE 46  | SAF 10  | ESP Ret | POR 8   | ITA 34  | GRE 12  | EST 9   | FIN     | PAR     | CHL     | EUR    | JPN     | SAU  | 14  | 12.º | 111 | 3.º |
| 2025 | M-Sport Ford WRT    | 2       | Diogo Salvi         | MON     | SWE     | SAF     | ESP     | POR 31  | ITA     | GRE     | EST     | FIN     | PAR     | CHL     | EUR    | JPN     | SAU  | 0   | NC   | –   | –   |
| 2025 | M-Sport Ford WRT    | 9       | Jourdan Serderidis  | MON     | SWE 33  | SAF 8   | ESP     | POR     | ITA 25  | GRE Ret | EST     | FIN     | PAR     | CHL     | EUR    | JPN     | SAU  | 4   | 17.º | –   | –   |
| 2025 | M-Sport Ford WRT    | 22      | Mārtiņš Sesks       | MON     | SWE 6   | SAF     | ESP     | POR 15  | ITA Ret | GRE 15  | EST 8   | FIN     | PAR     | CHL     | EUR    | JPN     | SAU  | 12  | 13.º | –   | –   |